# Бокайрент
Бокайрент, Бокайренте (валенс. Bocairent (офіційна назва), ісп. Bocairente) — муніципалітет в Іспанії, у складі автономної спільноти Валенсія, у провінції Валенсія. Населення — 4509 осіб (2010).

## Географія
Муніципалітет розташований на відстані близько 320 км на південний схід від Мадрида, 80 км на південь від Валенсії.

## Демографія
Динаміка населення (INE ):

## Галерея зображень

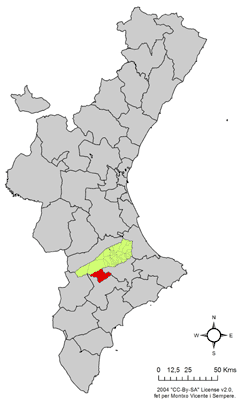
Розташування муніципалітету у автономній спільноті Валенсія
Розташування муніципалітету Бокайрент у комарці Вальє-де-Альбайда
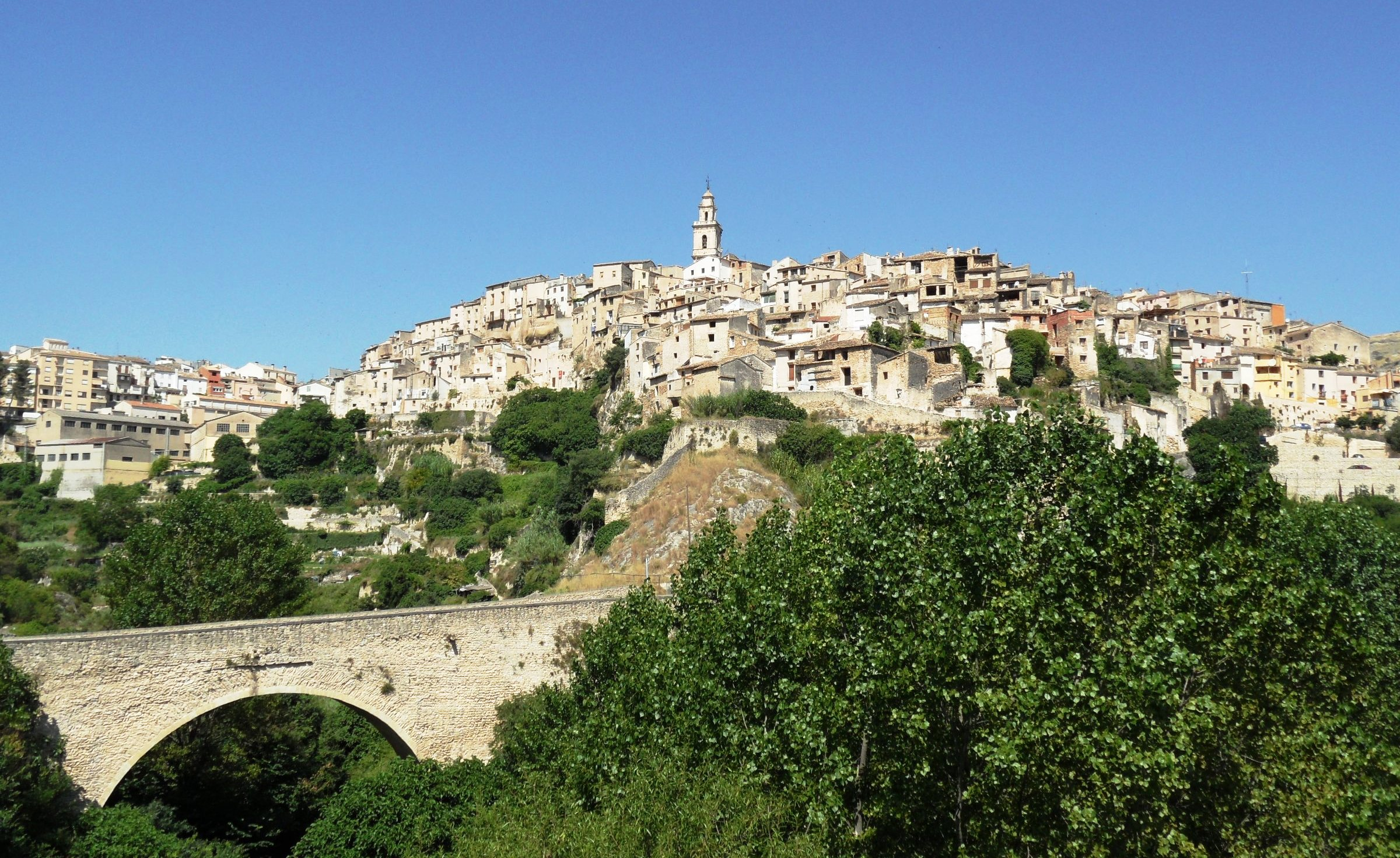
Бокайрент
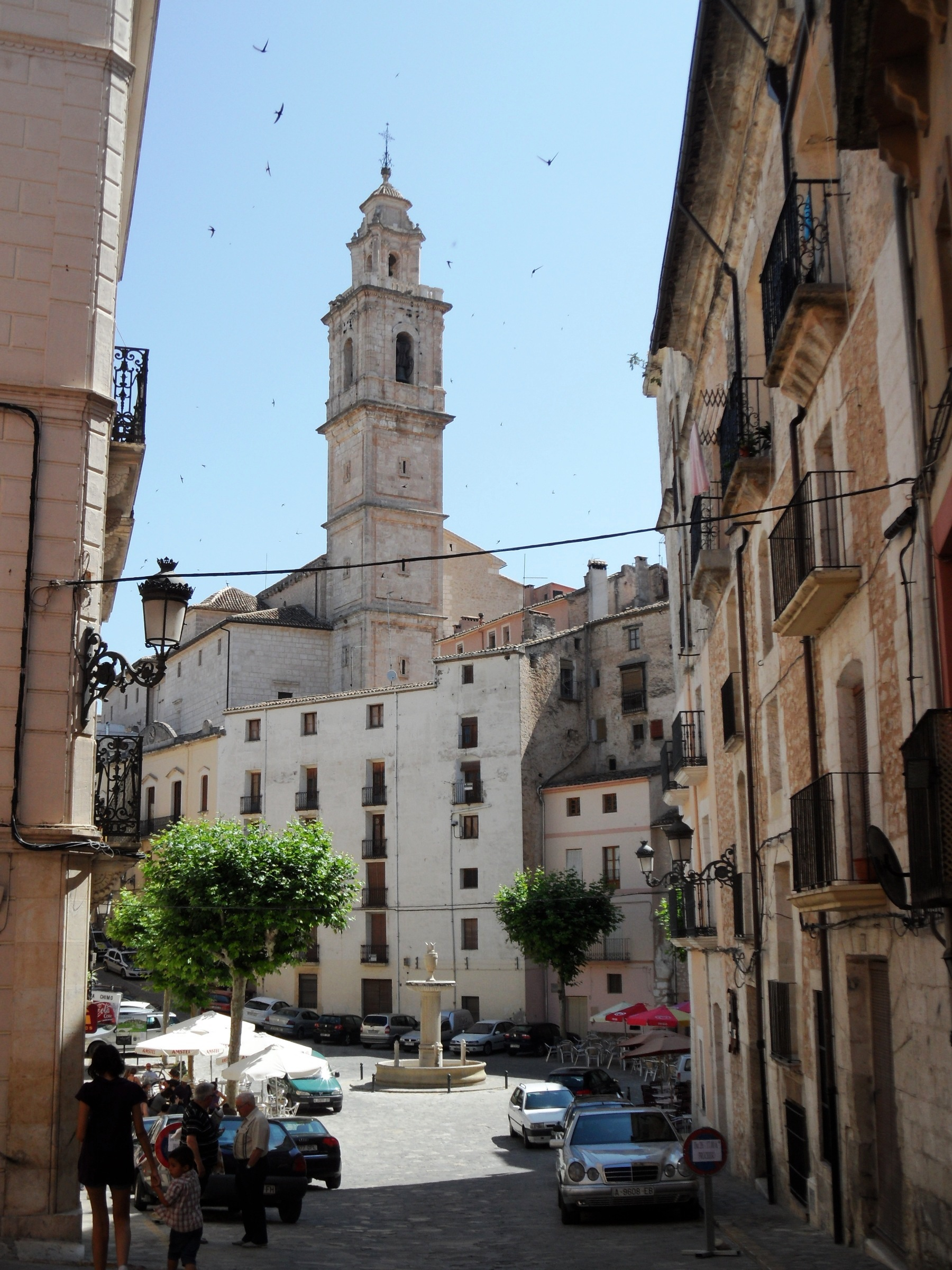
Центральна площа